# Élections européennes de 1994 en Écosse
Des élections européennes de 1994 ont lieu le 9 juin 1994 pour élire 8 des 87 députés européens britanniques.

## Résultats
| Inscrits                            | Inscrits           | Inscrits           | 3 916 609 |             |                     |                     |
| Suffrages exprimés                  | Suffrages exprimés | Suffrages exprimés | 1 495 959 |             | 8 sièges à pourvoir | 8 sièges à pourvoir |
|                                     |                    |                    |           |             |                     |                     |
| Liste                               | Tête de liste      |                    | Suffrages | Pourcentage | Sièges acquis       | Var.                |
| Parti travailliste                  | Néant              |                    | 635 955   | 42,51 %     | 6 / 8               | - 1                 |
| SNP                                 | Néant              |                    | 487 239   | 32,57 %     | 2 / 8               | + 1                 |
| Parti conservateur                  | Néant              |                    | 216 669   | 14,48 %     | 0 / 8               | =                   |
| Libéraux-démocrates                 | Néant              |                    | 107 811   | 7,21 %      | 0 / 8               | =                   |
| Parti vert                          | Néant              |                    | 23 304    | 1,56 %      | 0 / 8               | =                   |
| Militant du travail                 | Néant              |                    | 12 113    | 0,81 %      | 0 / 8               |                     |
| Parti de la loi naturelle           | Néant              |                    | 5 037     | 0,34 %      | 0 / 8               |                     |
| Parti libéral                       | Néant              |                    | 3 249     | 0,22 %      | 0 / 8               |                     |
| Parti socialiste de Grande-Bretagne | Néant              |                    | 1 832     | 0,12 %      | 0 / 8               |                     |
| UKIP                                | Néant              |                    | 1 096     | 0,07 %      | 0 / 8               |                     |
| Parti communiste de Grande-Bretagne | Néant              |                    | 689       | 0,05 %      | 0 / 8               |                     |
| Indépendant                         | Néant              |                    | 584       | 0,04 %      | 0 / 8               |                     |
| Parti communiste international      | Néant              |                    | 381       | 0,03 %      | 0 / 8               | =                   |

## Par circonscription

### Glasgow
| Candidats                      | Candidats                      | Partis                              | Voix    | %    | +/− |
| ------------------------------ | ------------------------------ | ----------------------------------- | ------- | ---- | --- |
|                                | Bill Miller                    | Parti travailliste                  | 83 953  | 52,6 | 2,8 |
|                                | A. Brophy                      | Parti national écossais             | 40 795  | 25,6 | 0,7 |
|                                | Tommy Sheridan                 | Militant du travail                 | 12 113  | 7,6  |     |
|                                | R.M. Wilkinson                 | Parti conservateur                  | 10 888  | 6,8  | 3,9 |
|                                | J. Money                       | Libéraux-démocrates                 | 7 291   | 4,6  | 2,6 |
|                                | P.J. O'Brien                   | Parti vert                          | 2 252   | 1,4  | 4,9 |
|                                | J. Fleming                     | Parti socialiste de Grande-Bretagne | 1 195   | 0,7  |     |
|                                | M.R. Wilkinson                 | Parti de la loi naturelle           | 868     | 0,5  |     |
|                                | C. H. Marsden                  | Parti communiste international      | 381     | 0,2  | 0,1 |
| Total (Participation : 34,5 %) | Total (Participation : 34,5 %) | Total (Participation : 34,5 %)      | 159 736 | 100  |     |

### Highlands and Islands
| Candidats                      | Candidats                      | Partis                         | Voix    | %    | +/− |
| ------------------------------ | ------------------------------ | ------------------------------ | ------- | ---- | --- |
|                                | Winnie Ewing                   | Parti national écossais        | 74 872  | 58,4 | 6,9 |
|                                | M.M. Macmillan                 | Parti travailliste             | 19 956  | 15,6 | 1,7 |
|                                | M.E. Tennant                   | Parti conservateur             | 15 767  | 12,3 | 4,5 |
|                                | H.R. Morrison                  | Libéraux-démocrates            | 12 919  | 10,1 | 1,8 |
|                                | Eleanor Scott                  | Parti vert                     | 3 140   | 2,4  | 7,1 |
|                                | M.B.N. Carr                    | UKIP                           | 1 096   | 0,8  |     |
|                                | M.F. Gilmour                   | Parti de la loi naturelle      | 522     | 0,4  |     |
| Total (Participation : 39,1 %) | Total (Participation : 39,1 %) | Total (Participation : 39,1 %) | 128 272 | 100  |     |

### Lothians
| Candidats                      | Candidats                      | Partis                              | Voix    | %    | +/− |
| ------------------------------ | ------------------------------ | ----------------------------------- | ------- | ---- | --- |
|                                | David Martin                   | Parti travailliste                  | 90 531  | 44,9 | 3,6 |
|                                | Keith Brown                    | Parti national écossais             | 53 324  | 26,5 | 6,1 |
|                                | P. McNally                     | Parti conservateur                  | 33 526  | 16,6 | 7,0 |
|                                | H.C. Campbell                  | Libéraux-démocrates                 | 17 883  | 8,9  | 4,7 |
|                                | Robin Harper                   | Parti vert                          | 5 149   | 2,6  | 7,9 |
|                                | J. McGregor                    | Parti socialiste de Grande-Bretagne | 637     | 0,3  |     |
|                                | M. Siebert                     | Parti de la loi naturelle           | 500     | 0,2  |     |
| Total (Participation : 38,7 %) | Total (Participation : 38,7 %) | Total (Participation : 38,7 %)      | 201 550 | 100  |     |

### Mid Scotland and Fife
| Candidats                      | Candidats                      | Partis                         | Voix    | %    | +/− |
| ------------------------------ | ------------------------------ | ------------------------------ | ------- | ---- | --- |
|                                | Alex Falconer                  | Parti travailliste             | 95 667  | 45,8 | 0,3 |
|                                | R.G. Douglas                   | Parti national écossais        | 64 254  | 30,8 | 8,2 |
|                                | P.W.B. Page                    | Parti conservateur             | 28 192  | 13,5 | 7,4 |
|                                | Mrs. H.S. Lyall                | Libéraux-démocrates            | 17 192  | 8,2  | 4,2 |
|                                | M.J. Johnston                  | Parti vert                     | 3 015   | 1,4  | 5,0 |
|                                | T.J. Pringle                   | Parti de la loi naturelle      | 532     | 0,3  |     |
| Total (Participation : 38,2 %) | Total (Participation : 38,2 %) | Total (Participation : 38,2 %) | 208 852 | 100  |     |

### North East Scotland
| Candidats                      | Candidats                      | Partis                         | Voix    | %    | +/−  |
| ------------------------------ | ------------------------------ | ------------------------------ | ------- | ---- | ---- |
|                                | Allan Macartney                | Parti national écossais        | 92 892  | 42,8 | 13,4 |
|                                | Henry McCubbin                 | Parti travailliste             | 61 665  | 28,4 | 2,2  |
|                                | R.O. Harris                    | Parti conservateur             | 40 372  | 18,6 | 8,1  |
|                                | S.A. Horner                    | Libéraux-démocrates            | 18 008  | 8,3  | 2,3  |
|                                | K.D. Farnsworth                | Parti vert                     | 2 559   | 1,2  | 6,1  |
|                                | Mrs. M.M. Ward                 | CPBG                           | 689     | 0,3  |      |
|                                | L.R. Mair                      | Indépendant                    | 584     | 0,2  |      |
|                                | D.J. Paterson                  | Parti de la loi naturelle      | 371     | 0,2  |      |
| Total (Participation : 37,7 %) | Total (Participation : 37,7 %) | Total (Participation : 37,7 %) | 217 140 | 100  |      |

### South of Scotland
| Candidats                      | Candidats                      | Partis                         | Voix    | %    | +/− |
| ------------------------------ | ------------------------------ | ------------------------------ | ------- | ---- | --- |
|                                | Alex Smith                     | Parti travailliste             | 90 750  | 45,2 | 5,4 |
|                                | Alasdair Hutton                | Parti conservateur             | 45 595  | 22,7 | 9,5 |
|                                | Mrs. C. Creech                 | Parti national écossais        | 45 032  | 22,4 | 5,2 |
|                                | D.M. Millar                    | Libéraux-démocrates            | 13 363  | 6,6  | 1,5 |
|                                | J. Hein                        | Parti libéral                  | 3 249   | 1,6  |     |
|                                | Miss L.M. Hendry               | Parti vert                     | 2 429   | 1,2  | 4,5 |
|                                | G.N.W. Gay                     | Parti de la loi naturelle      | 539     | 0,3  |     |
| Total (Participation : 40,1 %) | Total (Participation : 40,1 %) | Total (Participation : 40,1 %) | 200 957 | 100  |     |

### Strathclyde East
| Candidats                      | Candidats                      | Partis                         | Voix    | %    | +/− |
| ------------------------------ | ------------------------------ | ------------------------------ | ------- | ---- | --- |
|                                | Ken Collins                    | Parti travailliste             | 106 476 | 58,0 | 1,8 |
|                                | I. Hamilton                    | Parti national écossais        | 54 136  | 29,5 | 4,3 |
|                                | B.D. Cooklin                   | Parti conservateur             | 13 915  | 7,6  | 3,8 |
|                                | R. Stewart                     | Libéraux-démocrates            | 6 383   | 3,5  | 1,3 |
|                                | A. Whitelaw                    | Parti vert                     | 1 874   | 1,0  | 4,0 |
|                                | J.D. Gilmour                   | Parti de la loi naturelle      | 787     | 0,4  |     |
| Total (Participation : 37,3 %) | Total (Participation : 37,3 %) | Total (Participation : 37,3 %) | 183 571 | 100  |     |

### Strathclyde West
| Candidats                      | Candidats                      | Partis                         | Voix    | %    | +/− |
| ------------------------------ | ------------------------------ | ------------------------------ | ------- | ---- | --- |
|                                | Hugh McMahon                   | Parti travailliste             | 86 957  | 44,4 | 1,7 |
|                                | C. Campbell                    | Parti national écossais        | 61 934  | 31,6 | 7,8 |
|                                | J.P. Godfrey                   | Parti conservateur             | 28 414  | 14,5 | 7,3 |
|                                | D.J. Herbison                  | Libéraux-démocrates            | 14 772  | 7,5  | 3,6 |
|                                | Mrs. K.M. Allan                | Parti vert                     | 2 886   | 1,5  | 6,3 |
|                                | Mrs. S.J. Gilmour              | Parti de la loi naturelle      | 918     | 0,5  |     |
| Total (Participation : 40,0 %) | Total (Participation : 40,0 %) | Total (Participation : 40,0 %) | 195 881 | 100  |     |

## Députés européens élus
| Circonscription       | Député sortant | Député sortant | Député élu | Député élu      |
| --------------------- | -------------- | -------------- | ---------- | --------------- |
| Glasgow               |                | Janey Buchan   |            | Bill Miller     |
| Highlands and Islands |                | Winnie Ewing   |            | Winnie Ewing    |
| Lothians              |                | David Martin   |            | David Martin    |
| Mid Scotland and Fife |                | Alex Falconer  |            | Alex Falconer   |
| North East Scotland   |                | Henry McCubbin |            | Allan Macartney |
| South of Scotland     |                | Alex Smith     |            | Alex Smith      |
| Strathclyde East      |                | Ken Collins    |            | Ken Collins     |
| Strathclyde West      |                | Hugh McMahon   |            | Hugh McMahon    |

## Élection partielle de 1998

### Résultats
Elle a lieu le 26 novembre 1998, à la suite du décès de Allan Macartney (SNP)
| Candidats                      | Candidats                      | Partis                         | Voix    | %    | +/− |
| ------------------------------ | ------------------------------ | ------------------------------ | ------- | ---- | --- |
|                                | Ian Hudghton                   | Parti national écossais        | 57 445  | 48,0 | 5,2 |
|                                | Struan Stevenson               | Parti conservateur             | 23 744  | 19,9 | 1,3 |
|                                | K. Walker-Shaw                 | Parti travailliste             | 22 086  | 18,5 | 9,9 |
|                                | Keith Raffan                   | Libéraux-démocrates            | 11 753  | 9,8  | 1,5 |
|                                | H. Duke                        | Parti socialiste               | 2 510   | 2,1  |     |
|                                | Robin Harper                   | Parti vert                     | 2 067   | 1,7  | 0,5 |
| Total (Participation : 20,5 %) | Total (Participation : 20,5 %) | Total (Participation : 20,5 %) | 119 605 | 100  |     |

### Député européen élu
| Circonscription     | Député sortant | Député sortant  | Député élu | Député élu   |
| ------------------- | -------------- | --------------- | ---------- | ------------ |
| North East Scotland |                | Allan Macartney |            | Ian Hudghton |